# Större kustflickslända
Större kustflickslända (Ischnura elegans) är en trollsländeart som ingår i släktet Ischnura, och familjen dammflicksländor. IUCN kategoriserar arten globalt som livskraftig.
Större kustflickslända är reproducerande i Sverige. Ett annat svensk namn på arten är allmän kustflickslända.

## Kännetecken
Större kustflickslända har ett stort utbredningsområde och variationen i storlek, färg och teckning över det har gjort att arten delats in i många underarter. Vanligtvis är dock hanen blå med svarta teckningar. Honorna finns i flera olika färgvarianter, från blå till grön, brun eller rödaktig kropp med svarta teckningar. Även denna kan skilja sig åt i utseende, vissa honor har en liknande svart teckning som hanen, medan andra har mindre eller mer. De honor vars färgteckning liknar hanens kallas för homokroma och de som har en färgteckning som ser annorlunda ut kallas för heterokroma. Dess vingbredd är mellan 35 och 45 millimeter och dess bakkroppslängd mellan 22 och 29 millimeter. Vingarna är genomskinliga och vingmärket är ganska litet och mörkt.

## Utbredning
Större kustflickslända har stor utbredning i Europa, från Medelhavet och upp till de sydligare delarna av Skandinavien. Den finns också i Asien, från Ryssland till Japan och i Mellanöstern. I Sverige finns den från Skåne till Uppland.

## Underarter
Arten delas in i följande underarter:
- I. e. ebneri
- I. e. elegans
- I. e. marquardti
- I. e. mortoni
- I. e. pontica

Den underart som finns i Sverige är Ischnura elegans elegans, som anses vara holotyp för arten.

## Levnadssätt
Större kustflickslända förekommer i många olika slags habitat, men är vanligare vid lugna, stillastående vatten som dammar och sjöar än vid mer föränderliga, rinnande vatten som bäckar och floder. Som dess trivialnamn antyder är den i Sverige vanligast vid sjöar som ligger nära kusterna, men den finns också längre in i landet. Efter parningen lägger honan oftast äggen ensam, i stjälkarna på vattenväxter. Utvecklingstiden från ägg till imago är i Sverige ett till två år och flygtiden juni till augusti. I varmare trakter kan arten ha mer än en generation per år.